# Schmidgaden
Schmidgaden là một đô thị trong huyện Schwandorf bang Bayern, Đức.

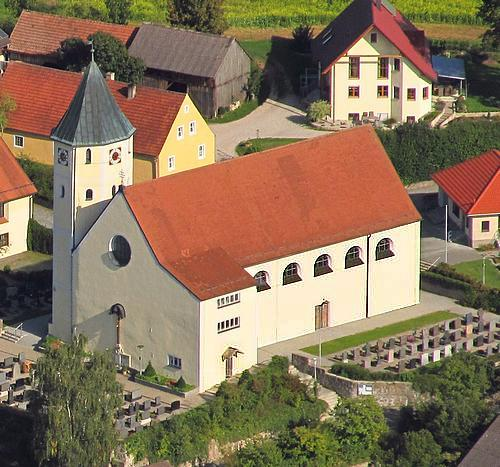
Schmidgaden